# Estación Hashihama
La estación Hashihama (波止浜駅 Hashihama-eki?) es una estación de la línea Yosan de la Japan Railways que se encuentra en la ciudad de Imabari de la prefectura de Ehime. El código de estación es el "Y41".

## Estación de pasajeros
Cuenta con dos plataformas, entre las cuales se encuentran las vías. Cada plataforma cuenta con un andén (andenes 1 y 2). El andén 1 es el principal y, solo para permitir el sobrepaso a los servicios rápidos se utiliza el andén 2.
La venta de pasajes está terciarizada, actualmente está a cargo de un local comercial (solo se realiza durante la mañana).

### Andenes
| 1 | ● Línea Yosan | Hacia Imabari, Nyugawa, Saijo, Niihama, Iyomishima, Kawanoe y Kanonji (los servicios rápidos no se detienen)                    |
| 1 | ● Línea Yosan | Hacia Hōjō y Matsuyama (los servicios rápidos no se detienen)                                                                   |
| 2 | ● Línea Yosan | Hacia Imabari, Nyugawa, Saijo, Niihama, Iyomishima, Kawanoe y Kanonji (solo para permitir el sobrepaso a los servicios rápidos) |
| 2 | ● Línea Yosan | Hacia Hōjō y Matsuyama (solo para permitir el sobrepaso a los servicios rápidos)                                                |

## Alrededores de la estación
- Ruta nacional 317
- Autovía de Nishiseto

## Historia
- 1924: el 1° de diciembre se inaugura la estación Hashihama. En su momento tenía un recorrido diferente al actual, por la abundancia de salinas en la zona.
- 1987: el 1° de abril pasa a ser una estación de la división Ferrocarriles de Pasajeros de Shikoku de la Japan Railways.

## Estación anterior y posterior
- Línea Yosan 
  - Estación Imabari (Y40)  <<  Estación Hashihama (Y41)  >>  Estación Namikata (Y42)